# Litus
Litus is een geslacht van vliesvleugeligen uit de familie Mymaridae. De wetenschappelijke naam van dit geslacht is voor het eerst geldig gepubliceerd in 1833 door Haliday.

## Soorten
Het geslacht Litus omvat de volgende soorten:
- Litus argentinus (Ogloblin, 1935)
- Litus beneficus Meunier, 1909
- Litus brincki Hedqvist, 1960
- Litus camptopterus Novicky, 1953
- Litus cynipseus Haliday, 1833
- Litus elegans Meunier, 1901
- Litus huberi Rehmat & Anis, 2009
- Litus karapuz Triapitsyn & Berezovskiy, 2004
- Litus mexicanus Doutt, 1973
- Litus missionicus Ogloblin, 1955
- Litus molitorae (Meunier, 1901)
- Litus neotropicus Ogloblin, 1955
- Litus sutil Triapitsyn & Berezovskiy, 2004
- Litus triapitsyni Rehmat & Hayat, 2009
- Litus usach Triapitsyn & Berezovskiy, 2004